# فيلي فريزر (لاعب كرة قدم أمريكية)
فيلي فريزر (بالإنجليزية: Willie Frazier)‏ هو لاعب كرة قدم أمريكية أمريكي، ولد في 19 يونيو 1942 في إل دورادو في الولايات المتحدة، وتوفي في 5 سبتمبر 2013 في هيوستن في الولايات المتحدة.

## وصلات خارجية
- ويلي فريزر على موقع مرجع كرة القدم المحترفة.كوم (الإنجليزية)